# BMW M44
BMW M44 — рядный четырёхцилиндровый бензиновый двигатель внутреннего сгорания немецкого автоконцерна BMW рабочим объёмом 1895 см3. Выпускался параллельно с BMW M43 с 1996 по 2000 год. Вытеснен с конвейера моделью BMW N42.

## Технические характеристики
Двигатель BMW M44 имеет коромысло с датчиком массового расхода воздуха. Также в устройство двигателя входят впускной коллектор двойной длины и чугунный коленвал. Трение в клапанном механизме снижено на 70%.
| Код двигателя | Объём            | Диаметр цилиндра × Ход поршня | Цилиндров | Мощность при об/мин          | Крутящий момент при об/мин | Годы производства |
| ------------- | ---------------- | ----------------------------- | --------- | ---------------------------- | -------------------------- | ----------------- |
| M44B19        | 1,9 л (1895 см3) | 85 мм × 83,5 мм               | 4         | 103 кВт (140 л. с.) при 6000 | 180 Н⋅м при 4300           | 1996—2000         |

## Устанавливается на
- 1996—2000 E36 318i (Северная Америка), 318is и 318ti
- 1996—1999 Z3 1.9